# Unleash the Archers
Unleash the Archers je kanadská heavymetalová kapela z Vancouveru. Od roku 2015 má smlouvu s vydavatelstvím Napalm Records. Styl kapely je mix klasického heavy metalu, power metalu a melodického death metalu.

## Historie
Skupinu založili v roce 2007 zpěvačka Brittney Hayes (alias Brittney Slayes), bubeník Scott Buchanan a kytarista Brayden Dyczkowski, se kterým Scott hrál již dříve v jedné deathmetalové kapele. Další kytarista, Mike Selman, se přidal po odchodu z kanadské deathmetalové kapely Meatlocker Seven. Místo baskytaristy zůstalo prvních několik měsíců existence skupiny prázdné, dokud se v říjnu roku 2007 nepřidal Zahk Hedstrom. Ke konci roku 2008 skupina nahrála eponymní demo obsahující čtyři skladby, z čehož dvě byly později znovu nahrány a objevily se na prvním studiovém albu.
Debutové album bylo nahráno ve spolupráci s Jasonem Hywellem Martinem v Omega Mediacore Studios v Richmondu a bylo vydáno nezávisle v srpnu roku 2009. Bylo to první a poslední album s celou původní sestavou skupiny.
Druhé album bylo nahráno ve spolupráci s Nickem Engwerem a Stuem McKillopem v Hive Soundlab v Burnaby a bylo vydáno nezávisle v květnu 2011. Na albu se objevila dvě kytarová sóla Granta Tuesdella, který se stal novým kytaristou skupiny po odchodu Mika Selmana ještě před začátkem nahrávání. Jedná se o konceptuální EP, které obsahuje pouze tři skladby a odehrává se v daleké budoucnosti. Bylo vydáno pouze jako 7palcový vinyl. Lidé, kteří si album předobjednali, získali bonusovou čtvrtou skladbu Arise. Po nahrání alba skupinu opustil baskytarista Zahk Hedstrom.
V roce 2015 skupina potvrdila podepsání smlouvy s Napalm Records. Brzy poté byl zveřejněn název, skladby a datum vydání třetího studiového alba Time Stands Still. V Evropě album vyšlo 26. června, v Severní Americe 10. července. Jednalo se o první album bez Braydena Dyczkowského, který byl do svého odchodu ke konci roku 2013 autorem většiny skladeb kapely. Změnil se i zvuk kapely, konkrétně se s příchodem nového kytaristy Andrewa Kingsleyho posunul blíže ke klasickému heavy metalu.
26. května 2015 vydala skupina klip Tonight We Ride, inspirovaný filmem Mad Max Beyond Thunderdome. Klip se natáčel v nevadské poušti.
V listopadu 2016 se skupina vydala na turné po Evropě a oznámila, že bude na konci roku nahrávat nové studiové album. Unleash the Archers mentioned they would be recording a new album at the end of 2016. Jedná se o první album s baskytaristou Nikkem Whitworthem. První singl, Cleanse the Bloodlines, byl vydán 8. dubna 2017. Samotné album s názvem Apex vyšlo 2. července 2017, umístilo se na 3. místě v metalovém žebříčku iTunes a bylo prvním albem skupiny, které se umístilo v žebříčku Billboard. Skupina oznámila připravované turné po Evropě spolu s Orden Ogan. Na konci ledna bylo oznámeno, že baskytarista Nikko Witworth skupinu opouští.
Brittney Hayes v interview a na sociální síti Twitter uvedla, že skupina připravuje kromě EP coververzí i další studiové album, které má vyjít v roce 2020.
30. srpna 2019 skupina vydala první singl z EP Explorers, cover Northwest Passage od Stana Rogerse. Celé EP vyšlo 11. října téhož roku.
Dne 21. srpna 2020 vyšlo páté studiové album kapely, Abyss.

## Členové skupiny
Současní
- Brittney Hayes (alias Brittney Slayes) – čisté vokály (2007–současnost)[18]
- Scott Buchanan – bicí (2007–současnost)
- Grant Truesdell – kytara, growling (2011–současnost)
- Andrew Kingsley – kytara, growling (2014–současnost)
- Nick Miller – baskytara (2018–současnost)

Bývalí
- Mike Selman – kytara (2007–2011)
- Zahk Hedstrom – baskytara (2007–2012)
- Brad Kennedy – baskytara (2012–2014)
- Brayden Dyczkowski – kytara, growling (2007–2014)
- Kyle Sheppard – baskytara (2014–2016)
- Nikko Whitworth – baskytara (2016–2018)

## Diskografie

### Studiová alba
- 2009: Behold the Devastation (Nezávislé vydání)
- 2011: Demons of the AstroWaste (Nezávislé vydání)
- 2015: Time Stands Still (Napalm Records)
- 2017: Apex (Napalm Records)
- 2020: Abyss (Napalm Records)
- 2024: Phantoma (Napalm Records)

### EP
- 2012: Defy the Skies (Spread the Metal Records)
- 2019: Explorers (Napalm Records)

### Demonahrávky
- 2008: Unleash the Archers (Independent)
- 2014: Dreamcrusher (single; Independent)

### Videoklipy k singlům
- 2011: „Dawn of Ages“ z alba Demons of the AstroWaste
- 2012: „General of the Dark Army“ z alba Demons of the AstroWaste
- 2015: „Tonight We Ride“ z alba Time Stands Still
- 2015: „Test Your Metal“ z alba Time Stands Still
- 2016: „Time Stands Still“ z alba Time Stands Still
- 2017: „Cleanse the Bloodlines“ z alba Apex
- 2017: „Awakening“ z alba Apex
- 2019: „Northwest Passage“ z alba Explorers
- 2020: „Abyss“ z alba Abyss
- 2020: „Soulbound“ z alba Abyss
- 2020: „Faster Than Light“ z alba Abyss